# PGA Catalunya Resort
Het PGA Catalunya Resort is een resort bij Girona met huizen, appartementen en twee golfbanen, de Stadium Course en de Tour Course.
Het resort ontstond uit een samenwerking tussen de Royal Automotive Club of Catalunya, Vichy Catalan, de PGA European Tour en Sol Melia.

## Golf
De twee golfbanen werden ontworpen door Ángel Gallardo en Neil Coles.
- De Stadium Course werd in 1999 geopend[3] en was in 2000, 2009 en 2014[4] de baan waar het Spaans Open werd gespeeld.
- De Tour Course werd in 2005 geopend. Deze heeft ook een par van 72 maar is wat korter en minder moeilijk.[5] Hier worden sinds 2008 ieder jaar in november de finales van de Tourschool gespeeld.